# Великий Птах
Великий Птах, Велика Птаха  (англ. Big Bird) — персонаж дитячої телевізійної передачі «Вулиця Сезам». Великий Птах є антропоморфною канаркою із яскраво-жовтим забарвленням пір'я, 249 см заввишки. Він вміє кататься на роликах і ковзанах, танцювати, співати, писати вірші, малювати та їздити на уніциклі. При цьому персонаж часто проявляє нетямущість. Живе у великому гнізді позад будинку №123 по вулиці Сезам. Улюблена іграшка — плюшевий ведмедик на ім'я Радар.
За офіційною інформацією з 1969 по 2018 роки Великого Птаха грає Керолл Спінні.

## Виконання ролі
З першої появи Великого Птаха у передачі його грає Керолл Спінні. У зв'язку з похилим віком та розвитком дистонії у Спінні, з 2015 року персонажа у костюмі починає відігрувати Метт Фоґель, а Спінні його озвучує. В деяких епізодах Фоґель, також, і озвучував персонажа. Починаючи з 2018 року Метт Фоґель [Архівовано 16 серпня 2019 у Wayback Machine.] повністю грає цю роль.
У декількох ранніх епізодах, під час хвороби Спінні, його замінював Деніел Сігрен. Він же зіграв персонажа на «Шоу Еда Саллівана» у 1969 році та у грі The Hollywood Squares у 1970-х.
За книгою Стефані Сен-П'єр The Story of Jim Henson, костюм призначався Джиму Генсону, проте Керміт Лав, який створив його, вказав, що хода Генсона не схожа на пташину, і персонаж передали іншому актору. Роль пропонували Френку Озу, але той відмовився бо ненавидів ростові ляльки.
Режисер Джон Стоун у документальному фільмі The World of Jim Henson (1994) повідомляє, що костюм Великого Птаха не має отворів, через які актор може бачити оточуючий простір. Замість цього використовується телевізійна система, що кріпиться на погрудді актора. Телекамера була встановлена для Спінні Волтером Рауффером за пропозицією Боба Майрума.
У тих випадках, коли Спінні (та згодом Фоґель) виступав за умов, що не дозволяли застосовувати камеру (наприклад, на відкритих майданчиках), у костюмі робився невеликий отвір. За цієї нагоди у птаха з'являється краватка, що ховає отвір. Цей же підхід використовується для передач, що знімаються наживо.
Коли Великий Птах з'являється разом з Оскаром Буркотуном, якого також грав Спінні, Оскара грав Джим Мартін або, з моменту коли Великого Птаха почав грати Метт Фоґель, роль Оскара виконує Спінні.

## Костюм
Великого Птаха придумав Джим Генсон, а костюм у 1969 році створив Керміт Лав.
Костюм повністю закриває актора, головою і дзьобом потрібно управляти правицею, піднятою над головою актора. Ліва рука призначена для керування крилами — праве крило птаха набито наповнювачем та поєднано зі зап'ястям лівої руки актора ліскою, що проходить через петельку, яка закріплена за шиєю актора. Таким чином, крила рухаються в протихід: коли ліве крило піднімається, праве опускається та навпаки. В деяких епізодах правим крилом ляльки додатково керував інший актор, зазвичай ним був Джим Мартін. Щоб його не було видно у кадрі, використовувався однотонний одяг того ж кольору, що й хромакейне тло.
Костюм птаха важить понад 6 кг: 4,5 кг — тіло, 1,8 кг — голова. Зі слів сценариста Луїзи Жиков, всередині костюма "дуже спекотно, і надзвичайно складно тримати голову Великого Птаха".
Великий Птах може виглядати по різному у деяких міжнародних версіях передачі. Наприклад, у Нідерландах його пера мають синій колір, а його ім'я — Піно. У латиноамериканській версії (Plaza Sésamo) наявний кузен Великого Птаха - Абелардо Монтоя. Він схожий на Великого Птаха, але має зелений колір пір'я.
Зовнішній вигляд Великого Птаха, як і його характер, мінявся із плином часу. Початково на верхівці голови птаха було дуже мало пір'я, а на тілі вони сильніше стовбурчились. Тіло було менш круглобоким, чим в даний час. Поведінка була занадто млявою і більш відповідна ідіомі «курячі мізки», чим наразі. З плином часу кількість пір'я на голові поступово збільшувалося, голова стала округлою, з'явився схожий на язики полум'я гребінь над очима. Тіло стало пухнастим, круглобоким та причесаним. Млявість та нетямущість змінилася дитячою безпосередністю. Хоча всі персонажі «Вулиці Сезам» не мають віку, психологічна характеристика Великого Птаха відповідає шестирічній дитині.
Костюм частково виготовлений компанією American & Fancy Feather з використанням хвостового пір'я індика; оскільки воно мало коли буває чистим, власник компанії Ентоні Тренто називає костюм Великого Птаха «найважчим замовником». Стверджується, що Sesame Workshop відмовляється від майже 90,0% пір'я, що підібрані до костюму.

## Видова приналежність
У книзі «G» is for Growing: Thirty Years of Research on Children and Sesame Street Великий Птах названий канаркою.
В одному з епізодів «Вулиці Сезам» Великого Птаха запитали, чи, часом, не є він родичем казуара, на що була отримана відповідь «Я, скоріш, кондор».
23 січня 1976 року у передачі Hollywood Squares, Великого Птаха запитали, що він за птах, у відповідь прозвучало — смітюх. 
У фільмі Don’t Eat the Pictures, Осіріс називає Великого Птаха Ібісом. 
Великий Птах з'являється у епізоді серіалу Mister Rogers' Neighborhood, називаючи себе «золотим кондором».
Незалежно від версії, Великий Птах відноситься до нелітаючих.

## Появи

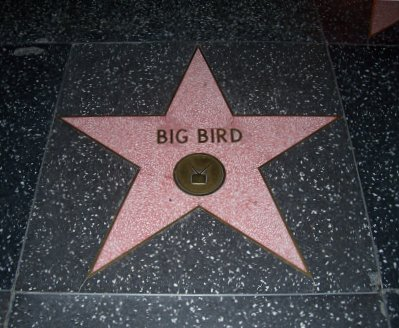
Великий Птах є одним з двох маппетів, що мають зірку на голлівудській «Алеї Слави»

Окрім «Вулиці Сезам» Великий Птах з'являвся й у інших передачах, фільмах, серіалах та шоу.
У 1985 році Великий Птах став зіркою фільму Sesame Street Presents Follow That Bird, сюжет якого розказує про його переселення до представників свого виду. Однак птах не знаходить у цім щастя і через всю країну повертається додому. Йому допомагають водій-далекобійник і діти фермера, але власники цирку хочуть викрасти птаха і показувати у своєму шоу. А по п'ятах за Великим Птахом йдуть друзі з вулиці Сезам, щоб вернути його у свою компанію.
У середині 1970-х Великий Птах кілька разів з'являвся у передачі Hollywood Squares.
Великий Птах з'являвся у 11 епізоді серіалу Mister Rogers' Neighborhood, де брав участь у конкурсі «Намалюй свій район».
У п'ятому сезоні серіалу The West Wing Великий Птах зіграв роль без слів. Коли маппети відвідували Білий дім, він сів поруч з Сі Джей Креґґ.
Як запрошена зірка Великий Птах брав участь у третьому сезоні «Маппет-шоу». Портрет Великого Птаха також показаний у пілотному випуску The Muppet Show: Sex and Violence.
Великий Птах також зіграв епізодичні ролі у фільмах Маппети і The Muppets Take Manhattan.
У різдвяному епізоді A Muppet Family Christmas Великий Птах відраджує шведського кухаря від приготування себе святковою стравою, пропонуючи на заміну домашній шоколад, що покритий кормом для птахів, після чого вони співають дуетом «The Christmas Song».
7 січня 2013 року, під час Consumer Electronics Show, Великий Птах рекламував новий додаток Sesame Workshop — Big Birds Words.

### Великий Птах на Президентський виборах у США 2012 року
3 жовтня 2012 року, під час президентської кампанії у США, Мітт Ромні використав Великого Птаха як приклад урізання коштів: «Мені подобається PBS, подобається Великий Птах… Але я не збираюся продовжувати витрачати на це гроші, займаючи їх у Китаю».
У відповідь штаб Барака Обами сатирично обіграв цей момент, назвавши Великого Птаха «злим генієм» і «загрозою нашій економіці», зобразивши Ромні, таким що більше турбується про переслідування Великого Птаха, аніж «білих комірців», на кшталт Бернарда Мейдоффа або Кеннета Лея, що скоїли суттєві фінансові та корупційні  злочини.
Sesame Workshop звернувся до обох сторін з вимогою виключити персонажів «Вулиці Сезам» з кампанії, заявивши на вебсайті: «Sesame Workshop — нейтральна, некомерційна організація, і ми не хочемо висловлювати підтримку жодному з кандидатів або брати участь у їх політичний кампанії».
Однак 7 жовтня 2012 року Великий Птах з'явився  у передачі Saturday Night Live у щотижневому скетчі, в якому згадувалася президентська кампанія.